# Lijst van voetbalinterlands Chili - Israël
Deze lijst van voetbalinterlands is een overzicht van alle officiële voetbalwedstrijden tussen de nationale teams van Chili en Israël. De landen speelden tot op heden twee keer tegen elkaar. De eerste ontmoeting, een vriendschappelijke wedstrijd, werd gespeeld in Tel Aviv op 26 maart 2008. Het laatste duel, eveneens een vriendschappelijke wedstrijd, vond plaats op 30 mei 2010 in Concepción.

## Wedstrijden
| № | Plaats     | Datum         | Competitie        | Wedstrijd      | Uitslag |
| - | ---------- | ------------- | ----------------- | -------------- | ------- |
| 1 | Tel Aviv   | 26 maart 2008 | Vriendschappelijk | Israël – Chili | 1 – 0   |
| 2 | Concepción | 30 mei 2010   | Vriendschappelijk | Chili – Israël | 3 – 0   |

## Samenvatting
| Competitie        | Totaal gespeeld | Winst Chili | Gelijk | Winst Israël | Doelsaldo Chili – Israël |
| ----------------- | --------------- | ----------- | ------ | ------------ | ------------------------ |
| Vriendschappelijk | 2               | 1           | 0      | 1            | 3 − 1                    |
| Totaal            | 2               | 1           | 0      | 1            | 3 − 1                    |

Wedstrijden bepaald door strafschoppen worden, in lijn met de FIFA, als een gelijkspel gerekend.

## Details

### Eerste ontmoeting
| Vriendschappelijk (Tel Aviv, Israël, 26 maart 2008):                                                                                                |              | |
| Israël | 1 – 0        | Chili |
| Yossi Benayoun 31' | goals        | |
| Dror Kashtan | bondscoach   | Marcelo Bielsa |
| Dudu Aouate 46' Klemi Saban Avi Strul Simon Gershon Yoav Ziv Yossi Benayoun 77' Tamir Cohen Gal Alberman Barak Itzhaki Elyaniv Barda 75' Omer Golan | opstellingen | Eduardo Lobos 68' Arturo Vidal Waldo Ponce Ismael Fuentes Cristián Álvarez Claudio Maldonado 46' Hugo Droguett Matias Fernandez Alexis Sanchez 75' Humberto Suazo Mark González |
| Nir Davidovitch 46' Moshe Ohayon 75' Guy Asulin 77'                                                                                                 | wissels      | 46' Luis Jimenez 68' Mauricio Isla 75' Juan Gonzalo Lorca |

FFCh · A-internationals · Selecties · Bondscoaches · Chileens vrouwenelftal · Olympisch elftal · Chili U21 · Chili U20 · Chili U19 · Chili U18 · Chili U17
1910 – 1919 ·
1920 – 1929 ·
1930 – 1939 ·
1940 – 1949 ·
1950 – 1959 ·
1960 – 1969 ·
1970 – 1979 ·
1980 – 1989 ·
1990 – 1999 ·
2000 – 2009 ·
2010 – 2019 ·
2020 – 2029
WK 1930 · 
WK 1950 · 
WK 1962 · 
WK 1966 · 
WK 1974 · 
WK 1982 · 
WK 1998 · 
WK 2010 · 
WK 2014
OS 1928 · 
OS 1952 · 
OS 1984 · 
OS 2000
1910 · 
1911 · 1912 · 
1913 · 
1914 · 1915 · 
1916 · 
1917 · 
1918 · 
1919 · 
1920 · 
1921 · 
1922 · 
1923 · 
1924 · 
1925 · 
1926 · 
1927 · 
1928 · 
1929 · 
1930 · 
1931 · 1932 · 1933 · 1934 · 
1935 · 
1936 · 
1937 · 
1938 · 
1939 · 
1940 · 
1941 · 
1942 · 
1943 · 1944 · 
1945 · 
1946 · 
1947 · 
1948 · 
1949 · 
1950 · 
1951 · 
1952 · 
1953 · 
1954 · 
1955 · 
1956 · 
1957 · 
1958 · 
1959 · 
1960 · 
1961 · 
1962 · 
1963 · 
1964 · 
1965 · 
1966 · 
1967 · 
1968 · 
1969 · 
1970 · 
1971 · 
1972 · 
1973 · 
1974 · 
1975 · 
1976 · 
1977 · 
1978 · 
1979 · 
1980 · 
1981 · 
1982 · 
1983 · 
1984 · 
1985 · 
1986 · 
1987 · 
1988 · 
1989 · 
1990 ·
1991 · 
1992 · 
1993 · 
1994 · 
1995 · 
1996 · 
1997 · 
1998 · 
1999 · 
2000 · 
2001 · 
2002 · 
2003 · 
2004 · 
2005 · 
2006 · 
2007 · 
2008 · 
2009 · 
2010 · 
2011 · 
2012 · 
2013 · 
2014 · 
2015 · 
2016 ·
2017 ·
2018 ·
2019 ·
2020 ·
2021 ·
2022 ·
2023 ·
2024
Albanië ·
Algerije ·
Argentinië ·
Armenië ·
Australië ·
België ·
Bolivia ·
Bosnie en Herzegovina ·
Brazilië ·
Bulgarije ·
Burkina Faso ·
Canada ·
China ·
Colombia ·
Costa Rica ·
Cuba ·
DDR ·
Denemarken ·
Dominicaanse Republiek ·
Duitsland ·
Ecuador ·
Egypte ·
El Salvador · 
Engeland ·
Estland ·
Finland ·
Frankrijk ·
Ghana · 
Griekenland ·
Guatemala ·
Guinee ·
Haïti ·
Honduras ·
Hongarije ·
Ierland ·
IJsland ·
Irak ·
Iran ·
Israël ·
Italië ·
Ivoorkust ·
Jamaica ·
Japan ·
Joegoslavië ·
Kameroen ·
Kroatië ·
Litouwen ·
Marokko ·
Mexico ·
Nederland ·
Nieuw-Zeeland · 
Noord-Ierland ·
Noord-Korea ·
Oekraïne · 
Oman · 
Oostenrijk ·
Palestina ·
Panama · 
Paraguay ·
Peru ·
Polen ·
Portugal · 
Qatar ·
Roemenië · 
Rusland ·
Saoedi-Arabië ·
Schotland ·
Senegal ·
Servië ·
Slowakije ·
Sovjet-Unie ·
Spanje ·
Togo ·
Trinidad en Tobago ·  
Tsjecho-Slowakije ·
Tunesië · 
Turkije · 
Uruguay ·
Venezuela ·
Verenigde Arabische Emiraten ·
Verenigde Staten ·
Wales ·
Zambia ·
Zuid-Afrika ·
Zuid-Korea ·
Zweden ·
Zwitserland
Algerije (1982) · 
Australië (2014) · 
Brazilië (2014) · 
Honduras (2010) · 
Nederland (2014) · 
Oostenrijk (1982) · 
Spanje (2010) · 
Spanje (2014) · 
West-Duitsland (1982) · 
Zwitserland (2010)
IFA · A-internationals · Kwalificatiewedstrijden · Bondscoaches · Statistieken · Israëlisch vrouwenelftal · Olympisch elftal · Israël U21 · Israël U20 · Israël U19 · Israël U18 · Israël U17 · Israël U16
1934 – 1939 · 
1940 – 1949 · 
1950 – 1959 · 
1960 – 1969 · 
1970 – 1979 · 
1980 – 1989 · 
1990 – 1999 · 
2000 – 2009 · 
2010 – 2019 ·
2020 − 2029
WK 1970
1934 · 
1935–1937 · 
1938 · 
1939 · 
1948 · 
1941–1947 · 
1948 · 
1949 · 
1950 · 
1951–1952 · 
1953 · 
1954 · 
1955 · 
1956 · 
1957 · 
1958 · 
1959 · 
1960 · 
1961 · 
1962 · 
1963 · 
1964 · 
1965 · 
1966 · 
1967 · 
1968 · 
1969 · 
1970 · 
1971 · 
1972 · 
1973 · 
1974 · 
1975 · 
1976 · 
1977 · 
1978 · 
1979 · 
1980 · 
1981 · 
1982 · 
1983 · 
1984 · 
1985 · 
1986 · 
1987 · 
1988 · 
1989 · 
1990 · 
1991 · 
1992 · 
1993 · 
1994 · 
1995 · 
1996 · 
1997 · 
1998 · 
1999 · 
2000 · 
2001 · 
2002 · 
2003 · 
2004 · 
2005 · 
2006 · 
2007 · 
2008 · 
2009 · 
2010 · 
2011 · 
2012 · 
2013 · 
2014 · 
2015 ·
2016 ·
2017 ·
2018 ·
2019 ·
2020 ·
2021 ·
2022 ·
2023
Albanië · 
Andorra ·
Argentinië ·
Armenië ·
Australië ·
Azerbeidzjan ·
België ·
Bosnië en Herzegovina ·
Brazilië ·
Bulgarije ·
Chili ·
Colombia ·
Cyprus ·
Denemarken ·
Duitsland ·
Engeland ·
Estland ·
Ethiopië ·
Faeröer ·
Filipijnen ·
Finland ·
Frankrijk ·
Georgië ·
GOS ·
Griekenland ·
Guatemala ·
Honduras ·
Hongarije ·
Hongkong ·
Ierland ·
IJsland ·
India ·
Iran ·
Italië ·
Ivoorkust ·
Japan ·
Joegoslavië ·
Kosovo ·
Kroatië ·
Letland ·
Liechtenstein ·
Litouwen ·
Luxemburg ·
Maleisië ·
Malta ·
Mexico ·
Moldavië ·
Montenegro ·
Myanmar ·
Nederland ·
Nieuw-Zeeland ·
Noord-Ierland ·
Noord-Macedonië ·
Noorwegen ·
Oekraïne ·
Oezbekistan ·
Oostenrijk ·
Pakistan ·
Polen ·
Portugal ·
Roemenië ·
Rusland ·
San Marino ·
Schotland ·
Servië ·
Singapore ·
Slovenië ·
Slowakije ·
Sovjet-Unie ·
Spanje ·
Taiwan ·
Thailand ·
Tsjechië ·
Turkije ·
Uruguay ·
Verenigde Staten ·
Wales ·
Wit-Rusland ·
Zambia ·
Zuid-Afrika ·
Zuid-Korea ·
Zuid-Vietnam ·
Zweden ·
Zwitserland